# Notre-Dame-de-Courson
Notre-Dame-de-Courson är en kommun i departementet Calvados i regionen Normandie i norra Frankrike. Kommunen ligger i kantonen Livarot som ligger i arrondissementet Lisieux. År 2018 hade Notre-Dame-de-Courson 368 invånare.

## Befolkningsutveckling
Antalet invånare i kommunen Notre-Dame-de-Courson
Referens:INSEE